# Алекса Гуарачі
Алекса Гуарачі Матісон (ісп. Alexa Guarachi Mathison; 17 листопада 1990) — чилійська тенісистка, що народилася в США. Вона має подвійне громадянство і до 2015 року виступала під прапором США. Спеціалізується в основному на парній грі.

## Фінали турнірів WTA

### Пари: 6 (1 титул)
| Результат | В–П | Дата     | Турнір                               | Категорія   | Поверхня    | Партнерка          | Супротивниця                     | Рахунок          |
| --------- | --- | -------- | ------------------------------------ | ----------- | ----------- | ------------------ | -------------------------------- | ---------------- |
| Перемога  | 1–0 | Лип 2018 | Ladies Open Gstaad, Швейцарія        | Міжнародний | Ґрунт       | Дезіре Кравчик     | Лара Арруабаррена Тімеа Бачинскі | 4–6, 6–4, [10–6] |
| Поразка   | 1–1 | Сер 2018 | Washington Open, США                 | Міжнародний | Хард        | Ерін Рутліфф       | Хань Сіньюнь Дарія Юрак          | 3–6, 2–6         |
| Поразка   | 1–2 | Кві 2019 | Istanbul Cup, Туреччина              | Міжнародний | Ґрунт       | Сабріна Сантамарія | Тімеа Бабош Крістіна Младенович  | 1–6, 0–6         |
| Поразка   | 1–3 | Вер 2019 | Guangzhou Open, КНР                  | Міжнародний | Хард        | Джуліана Олмос     | Пен Шуай Лаура Зігемунд          | 2–6, 1–6         |
| Поразка   | 1–4 | Жов 2019 | Luxembourg Open, Люксембург          | Міжнародний | Хард (i)    | Кейтлін Крістіан   | Коко Гофф Кейті Макнеллі         | 2–6, 2–6         |
| Поразка   | 1–5 | Лют 2020 | St. Petersburg Ladies' Trophy, Росія | Пр'єрний    | Хард (зала) | Кейтлін Крістіан   | Аояма Сюко Ена Сібахара          | 6–4, 0–6, [3–10] |

## Фінали турнірів серії WTA 125K

### Пари: 1 фінал
| Результат | В–П | Дата     | Турнір              | Поверхня | Партнерка     | Супротивниці                  | Рахунок               |
| --------- | --- | -------- | ------------------- | -------- | ------------- | ----------------------------- | --------------------- |
| Поразка   | 0–1 | Бер 2019 | Båstad Open, Швеція | Ґрунт    | Данка Ковінич | Дой Місакі Наталія Вихлянцева | 5–7, 7–6(7–4), [7–10] |